# Arlo U. Landolt
Arlo U. Landolt (Highland, 29 settembre 1935 – 21 gennaio 2022) è stato un astronomo statunitense.

## Biografia
Ottenuto il titolo di Doctor of Philosophy nel 1962 presso l'Università dell'Indiana, Landolt si è occupato principalmente di fotometria pubblicando un gran numero di liste, oggi molto utilizzate, di stelle standard.
Landolt fu lo scopritore di una particolare classe di nane bianche, le nane bianche pulsanti, quando osservò tra il 1965 e il 1966 che la luminosità di HL Tau 76 variava con un periodo di circa 12,5 minuti.

## Riconoscimenti
Ricevette nel 1995 il Premio George van Biesbroeck da parte dell'American Astronomical Society..
Nel 1998 gli è stato assegnato il LSU Distinguished Faculty Award.
Nel 2015 è stato insignito del Premio Peltier.
A lui è stato dedicato l'asteroide 15072 Landolt.